# Un atardecer de amor
Un atardecer de amor es una película en blanco y negro de Argentina dirigida por Rogelio Geissman sobre su propio guion que se estrenó el 7 de octubre de 1943 y que tuvo como protagonistas a Florén Delbene y Nélida Bilbao.

## Sinopsis
Una joven aparece como intrusa en la casa de un amigo inválido.

## Reparto
- Florén Delbene
- Nélida Bilbao
- Adrián Cúneo
- Lidia Denis
- Judith Sulián
- Ana Arneodo
- Gloria Bayardo
- Sara Barrié
- Eloísa Cañizares
- Emma Brizzio
- Eva Molnar
- Jorge Salcedo

## Comentario
Manrupe y Portela escriben que el filme es el vehículo romántico menor, para lucimiento de sus intérpretes.